# Sukjeongmun
Bukdaemun
Sukjeongmun (hangeul : 숙정문 ; hanja : 肅靖門) ou Bukdaemun (hangeul : 북대문) est la grande porte Nord de la ville de Séoul. La porte fut construite en 1396 sous le règne de Taejo.